# Lasioglossum subversans
Lasioglossum subversans är en biart som först beskrevs av Theodore Mitchell 1960. Den ingår i släktet smalbin och familjen vägbin. Inga underarter finns listade i Catalogue of Life. Arten förekommer i 

## Beskrivning
Huvudet och mellankroppen är grönblå. Clypeus är svartbrun på den övre (bredare) delen, bronsfärgad på den undre. Käkarna är gula till orange med röda spetsar och svartbrun bas. Antennerna är mörkbruna, undersidan på de yttre delarna rödbrun, hos hanen ibland orange. Benen är bruna med rödbruna fötter på de fyra bakre benen. Vingarna är halvgenomskinliga med rödbruna ribbor och vingfästen. Bakkroppen är mörkbrun med genomskinligt brungula bakkanter på tergiter och sterniter. Behåringen är vitaktig och tämligen gles; hanen kan dock ha något kraftigare behåring i ansiktet under ögonen. Som de flesta smalbin är arten liten; honan har en kroppslängd på 4,9 till 5,2 mm och en framvingelängd på omkring 3,7 mm; motsvarande mått hos hanen är 4,6 till 5,3 mm för kroppslängden och 3,2 till 3,3 mm för framvingelängden.

## Utbredning
En övervägande kanadensisk art som sällsynt finns i hela södra Kanada, från British Columbia till Nova Scotia. Den finns också i angränsande områden i de amerikanska delstaterna Michigan och Minnesota.

## Ekologi
Litet är känt om Lasioglossum subversans biologi, men den förefaller föredra den boreala zonen, barrskogsbältet med tempererat klimat.
Den är polylektisk, den flyger till blommande växter från många olika familjer: Korsblommiga växter som pärleterneller, gullrissläktet och astersläktet, ärtväxter som klövrar och sötväpplingar, samt videväxter som videsläktet.